# آندریا گاسبارو
آندریا گاسبارو (انگلیسی: Andrea Gasbarro؛ زادهٔ ۷ ژانویهٔ ۱۹۹۵) بازیکن فوتبال اهل ایتالیا است.
از باشگاه‌هایی که در آن بازی کرده‌است می‌توان به باشگاه فوتبال لیورنو اشاره کرد.
وی همچنین در تیم‌های ملی فوتبال زیر ۱۶ سال ایتالیا و زیر ۲۰ سال ایتالیا بازی کرده‌است.